# Paracomitas augusta
Paracomitas augusta là một loài ốc biển, là động vật thân mềm chân bụng sống ở biển trong họ Turridae.